# Brod (Dragash)

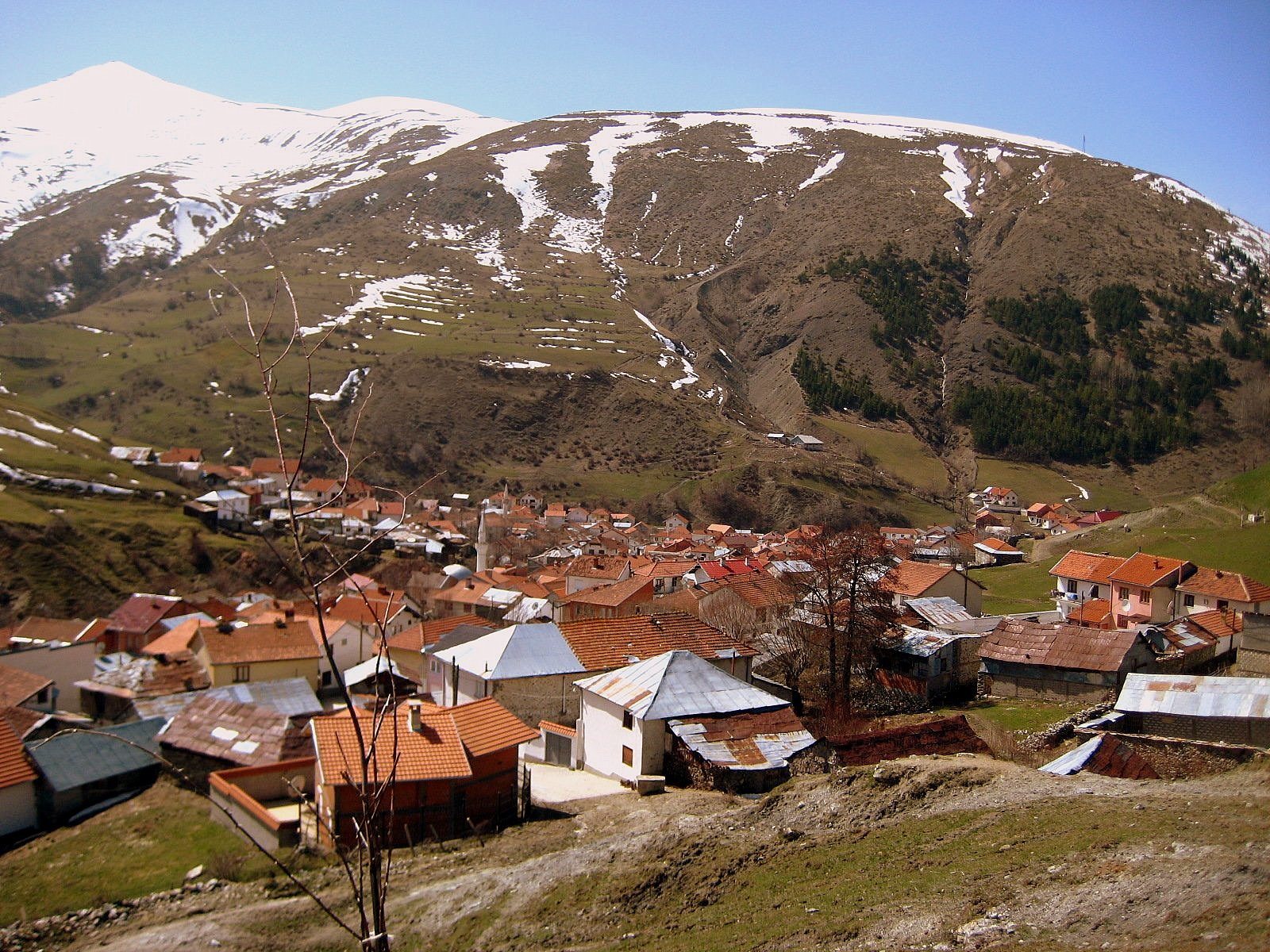
Blick auf Brod

Brod (albanisch auch Brodi, serbisch-kyrillisch Брод) ist ein Dorf im Süden des Kosovo in der Gemeinde Dragash.

## Geographie

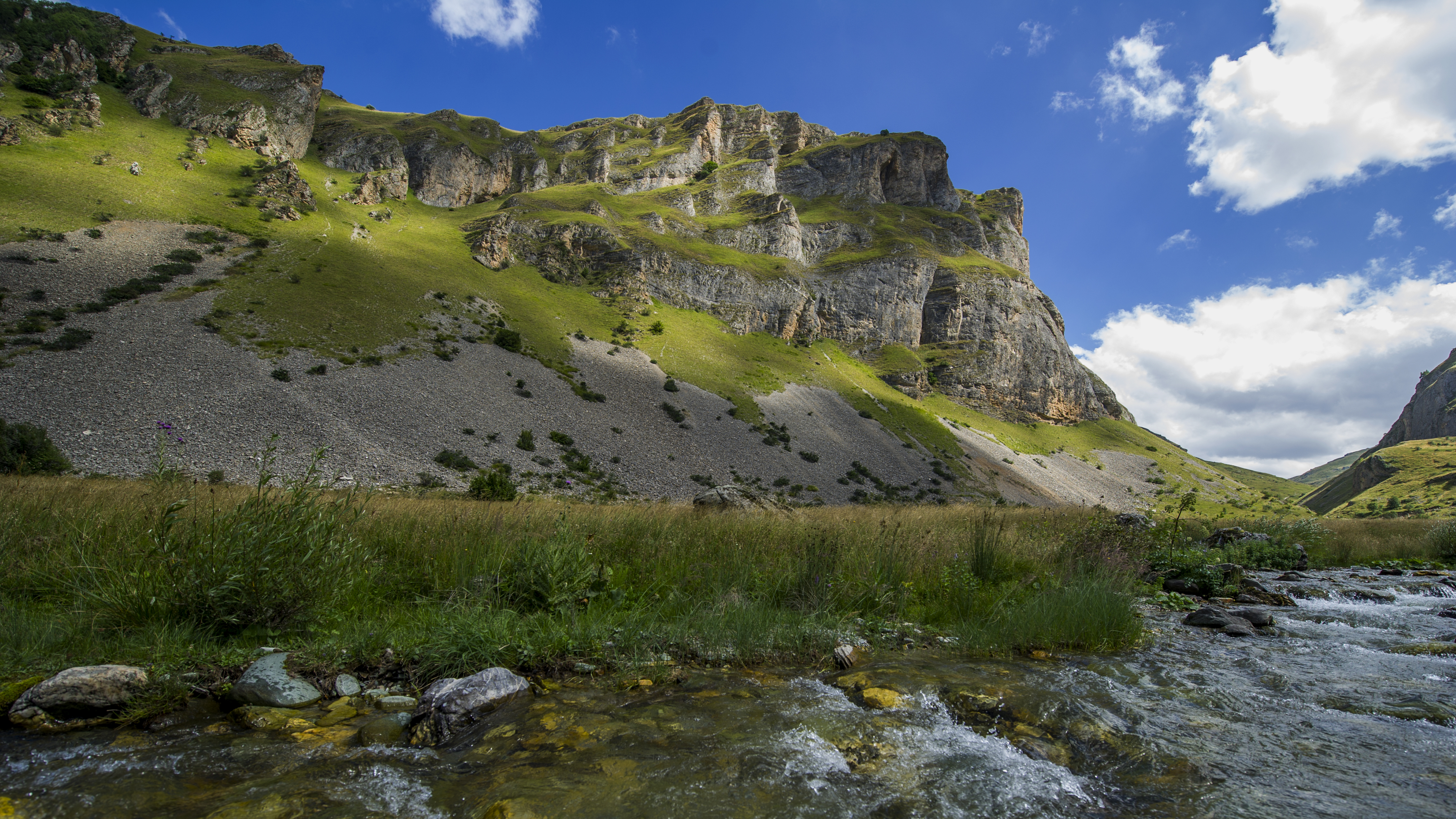
Teil der Šar Planina in Brod

Das Dorf besteht traditionell aus folgenden 9 Vierteln, genannt Mahala (kyrillisch Махала) oder Ma'ala (Ма'ала), die nach ihrem Gründer oder einstigen Vorsteher benannt sind: Lajkova, Macina, Lokanova, Hadži-Hasanova, Milova, Čučulova, Bećirska, Bajmakona und Hadžijina.

## Geschichte
Der Ortsname Brod leitet sich ab vom slawischen brod für „Furt“. Der Name lässt vermuten, dass hier alte Handelswege über einen Fluss führten.
Die älteste Erwähnung des Dorfes stammt aus dem Jahr 1348, in einer Urkunde des serbischen Zaren. 1451/1452 wird Brod in einem osmanischen Dokument (Defter) erwähnt als Dorf mit 50 Häusern.
Um die Wende zum 20. Jahrhundert galt Brod als kulturelles und wirtschaftliches Zentrum der Region Gora.
Während des Ersten Balkankrieges 1912 verübten serbische Truppen Massaker in Brod, genauso wie auch in anderen umliegenden Ortschaften. Seit 1913 wanderten viele Familien infolgedessen aus, insbesondere nach Istanbul.
Nach der Annexion Kosovos durch das Königreich Serbien im Rahmen dieses Krieges richtete die serbische Regierung eine Militärverwaltung vor Ort ein, wobei Brod eine eigenständige Gemeinde innerhalb des Srez Gora, welcher dem Okrug Prizren untergeordnet war, wurde. Diese Verwaltungsgliederung bestand bis zum 6. Januar 1929, als das Gebiet Teil der neu geschaffenen Vardarska banovina innerhalb des Königreich Jugoslawiens wurde. Zudem eröffnete man in Brod 1912 eine serbische Schule.

## Bevölkerung
Gemäß zuletzt durchgeführter Volkszählung im Jahr 2011 hat Brod 1544 Einwohner.
| Zensus    | 1919 | 1948 | 1953 | 1961 | 1971 | 1981 | 1991 | 2011 |
| --------- | ---- | ---- | ---- | ---- | ---- | ---- | ---- | ---- |
| Einwohner | 1260 | 2248 | 2229 | 1604 | 1485 | 1685 | 1741 | 1544 |

### Ethnien
Relative Mehrheit bilden die Goranen mit 747 Personen (48,38 %), gefolgt von den Bosniaken mit 620 Personen (40,16 %). Zudem bezeichneten sich 103 (6,67 %) als Türken, 20 (1,30 %) als Albaner, 5 als Roma und Aschkali sowie 1 als Serbe. Weitere 34 Personen rechneten sich einer anderen Ethnie zu, und 13 machten diesbezüglich keine Angaben.
| Zensus            | 1919 | 1948 | 1953 | 1961 | 1971 | 1981 | 1991 | 2011 |
| ----------------- | ---- | ---- | ---- | ---- | ---- | ---- | ---- | ---- |
| Einwohner         | 1260 | 2248 | 2229 | 1604 | 1485 | 1685 | 1741 | 1544 |
| Albaner           | -    | -    | 13   | 12   | 25   | 25   | 26   | 20   |
| Bosniaken         | -    | -    | -    | -    | -    | -    | -    | 620  |
| Ethnische Muslime | -    | -    | -    | 127  | 552  | 1511 | 1499 | -    |
| Goranen           | -    | -    | -    | -    | -    | -    | -    | 747  |
| Jugoslawen        | -    | -    | 240  | 77   | 0    | 20   | 51   | -    |
| Serben            | -    | -    | 182  | 21   | 4    | 1    | 5    | 1    |
| Türken            | -    | -    | 1779 | -    | -    | -    | 48   | 103  |
| Andere            | -    | -    | -    | 1361 | 900  | 128  | 2    | 34   |

### Sprache
Die Schulbildung erfolgt auf Bosnisch. Die Goranen sprechen ihre Gorani-Sprache Našinski, welche zum südslawischen Dialektkontinuum gehört und von vielen Linguisten der Dialektgruppe des Torlakischen zugeordnet wird.

### Religion
2011 bekannten sich von den 1544 Einwohnern 1541 zum Islam, 1 zur Orthodoxen Kirche, 1 Person gehört einer anderen Religion an und 1 Person gab keine Antwort bezüglich ihres Glaubens. Im Ort gibt es zwei Moscheen, eine für die slawischen Muslime und eine für die Albaner.

## Wirtschaft und Tourismus

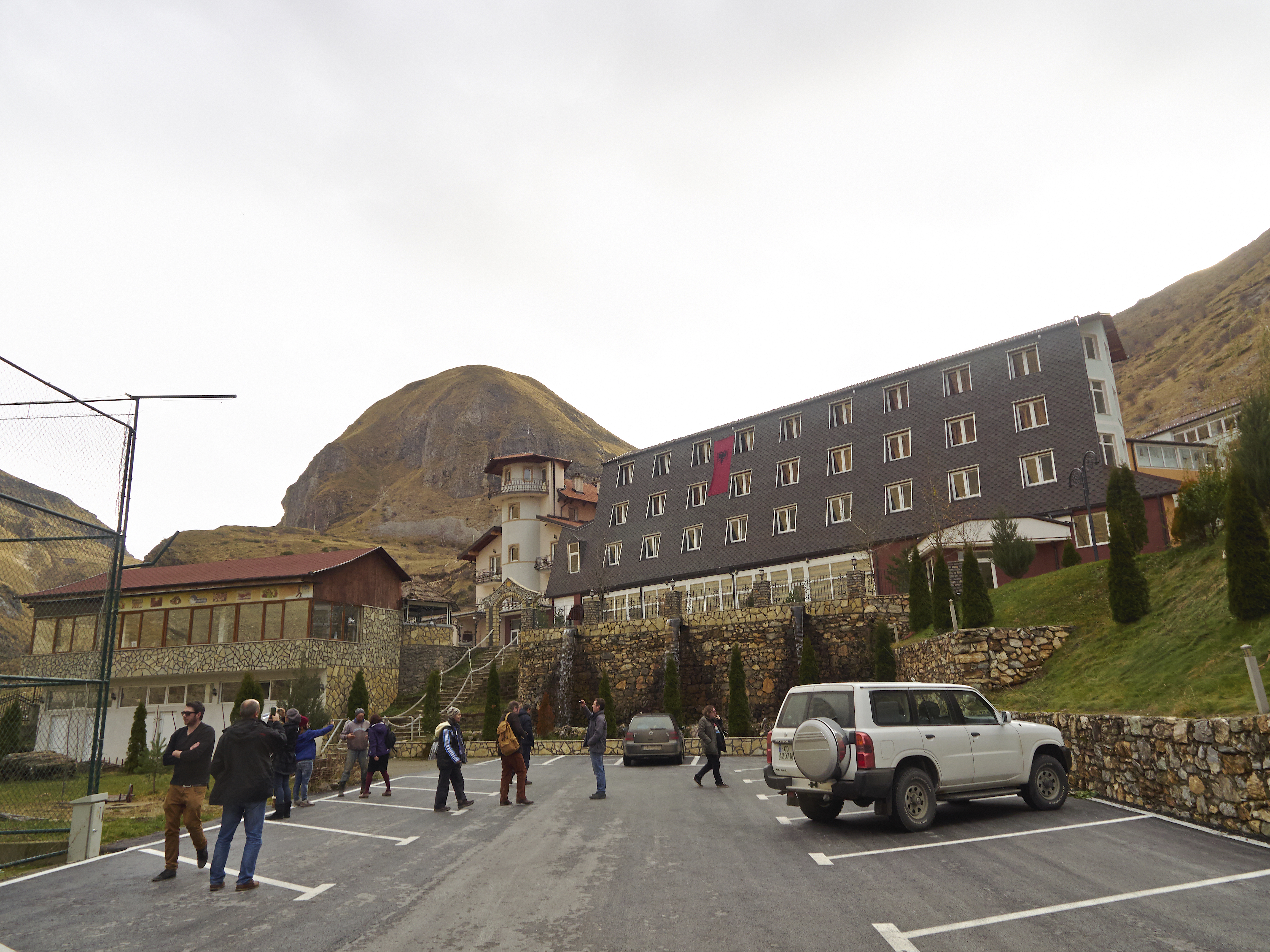
Hotel Arxhena

In Brod befindet sich das Hotel und Wintersportzentrum Arxhena, welches größere Bekanntheit erlangt hat. Von hier aus führen unter anderem Wanderwege beispielsweise zum Shutman-See oder auf die Berge Vraca e Madhe (maz. Golema Vrača), Çule oder Rudoka.